# Roland Orzabal
Roland Jaime Orzabal de la Quintana, född 22 augusti 1961 i Portsmouth, Hampshire, är en brittisk musiker, låtskrivare och producent. Han är framförallt känd som en av grundarna till New Wave-bandet Tears For Fears, där han är den huvudsaklige låtskrivaren och sångaren, men han är även känd som producent åt en rad artister, bland andra Emiliana Torrini och Oleta Adams.

## Tears For Fears
Orzabal bildade Tears For Fears tillsammans med Curt Smith i början av 1980-talet. De fick stor framgång under resten av årtiondet med hits som "Mad World", "Shout", "Everybody Wants to Rule the World", "Sowing the Seeds of Love" och "Woman In Chains". 
Efter att Smith hoppade av bandet i början av 90-talet släppte Orzabal två plattor under Tears For Fears-namnet, Elemental (1993) och Raoul and the Kings of Spain (1995). Dessa fick bra kritik men sålde i mindre upplagor då musiken var avsevärt mer introvert än tidigare plattor. Skivorna är i princip att se som enmansverk av Orzabal som skrev och sjöng allt och det resterande "bandet" bestod av studiomusiker.

## Soloalbum
2001 släppte Orzabal sitt första och hittills enda soloalbum, Tomcats Screaming Outside. Skivan är till viss del präglad av dåtidens Drum n' Bass men har också en stark melodisk prägel som visar Orzabals styrka som låtskrivare. Albumet är vida uppskattat av Tears For Fears-fansen men nådde heller inte utanför dessa, till viss del beroende på att skivan släpptes omkring 11 september-attackerna 2001 och därmed föll i glömska.

## Diskografi
Soloalbum
- Tomcats Screaming Outside (Eagle 2001)